# Melville Jean Herskovits
Melville Jean Herskovits (Bellefontaine, 10 settembre 1895 – Evanston, 25 febbraio 1963) è stato un antropologo e storico statunitense che diede grande impulso agli studi africani e afroamericani negli ambienti accademici. Laureatosi in Storia all'Università di Chicago nel 1920, ottenne il dottorato in Antropologia alla Columbia University di New York, seguito dal grande antropologo tedesco-americano Franz Boas. Fu anche mentore di Katherine Dunham..

## L'Africa e gli afroamericani
La polemica opera classica di Herskovits, Il Mito del Negro (New York, 1941), scritta in collaborazione con sua moglie Rhoda e con il suo amico Alfred Métraux, dimostra che "si possono osservare influenze africane in quasi tutti gli aspetti della vita dei neri degli Stati Uniti". Negli anni 1941 e 1942 lavorò a Bahia studiando l'enorme influenza delle culture africane in Brasile.
Nel 1948 fondò il primo programma interdisciplinare di Studi africani, alla Northwestern University di Evanston.

## Diversità culturale
Herskovits contribuì a chiarire il concetto di relativismo culturale, in particolare nel suo libro "L'uomo e le sue opere" (1948). Dal punto di vista antropologico, per Herskovits, la cultura è la risposta che i diversi gruppi umani, nel tempo, danno alle sfide dell'esistenza. I popoli devono necessariamente passare attraverso successivi stadi economici e sociali, fino a costruire economie e società, che non sono né semplici, né omogenee, ma frutto di complesse interazioni.

## Attività politica
Dopo la seconda guerra mondiale, Herskovits perorò pubblicamente la causa dell'indipendenza africana e inoltre attaccò i politici statunitensi per la loro visione dell'Africa come oggetto della strategia della guerra fredda.

## Biblioteca
La Biblioteca Melville J. Herskovits, fondata nel 1954 nella Northwestern University, è la più grande collezione libraria al mondo specializzata sull'Africa.